# Rhipsalis paradoxa
Rhipsalis paradoxa  es una especie de planta fanerógama de la familia Cactaceae. Es endémica de Bahia, Espírito Santo, Minas Gerais, Paraná, Río de Janeiro, Santa Catarina y São Paulo en Brasil. Su hábitat natural son los bosques de tierras bajas húmedas tropicales o subtropicales. Está tratada en peligro de extinción por pérdida de hábitat. Es una especie común que se ha extendido por todo el mundo.
Es una planta perenne carnosa, anguloso  y  con las flores de color rosa.

## Nombres comunes
- Inglés: chain cactus, link plant

## Sinonimia
- Lepismium paradoxum
- Hariota paradoxa

## Fuente
- Taylor, N.P. 2002.  Rhipsalis paradoxa.   2006 IUCN Red List of Threatened Species.   Bajado el 23-08-07.